# Copelatus acamas
Copelatus acamas är en skalbaggsart som beskrevs av Guignot 1955. Copelatus acamas ingår i släktet Copelatus och familjen dykare. Inga underarter finns listade i Catalogue of Life.